# Warren (Minnesota)
Warren és una població dels Estats Units a l'estat de Minnesota. Segons el cens del 2000 tenia 1.678 habitants.

## Demografia
Segons el cens del 2000, Warren tenia 1.678 habitants, 699 habitatges, i 432 famílies. La densitat de població era de 453,1 habitants per km².
Dels 699 habitatges en un 28,8% hi vivien nens de menys de 18 anys, en un 49,6% hi vivien parelles casades, en un 9,9% dones solteres, i en un 38,1% no eren unitats familiars. En el 35,9% dels habitatges hi vivien persones soles el 20,6% de les quals corresponia a persones de 65 anys o més que vivien soles. El nombre mitjà de persones vivint en cada habitatge era de 2,24 i el nombre mitjà de persones que vivien en cada família era de 2,9.
Per edats la població es repartia de la següent manera: un 23,4% tenia menys de 18 anys, un 6,6% entre 18 i 24, un 24,2% entre 25 i 44, un 21,1% de 45 a 60 i un 24,7% 65 anys o més.
L'edat mediana era de 42 anys. Per cada 100 dones de 18 o més anys hi havia 83 homes.
La renda mediana per habitatge era de 36.250 $ i la renda mediana per família de 45.063 $. Els homes tenien una renda mediana de 32.216 $ mentre que les dones 20.625 $. La renda per capita de la població era de 17.547 $. Entorn del 6,5% de les famílies i el 10,2% de la població estaven per davall del llindar de pobresa.

## Poblacions properes
El següent diagrama mostra les poblacions més properes.